# Богданівська сільська територіальна громада
Богданівська сільська територіальна громада — територіальна громада в Україні, в Павлоградському районі Дніпропетровської області. Адміністративний центр — село Богданівка.
Площа громади — 362,8 км², населення — 6816 мешканців (2018).
Утворена 14 серпня 2015 року шляхом об'єднання Богданівської, Новодачинської та Новоруської сільських рад Павлоградського району.

## Населені пункти
До складу громади входять 10 сіл:
| Населений пункт | Населення (2015) |
| --------------- | ---------------- |
| Богданівка      | 4557             |
| Богуслав        | 3880             |
| Нова Дача       | 1202             |
| Нова Русь       | 342              |
| Кохівка         | 321              |
| Мар'ївка        | 259              |
| Самарське       | 169              |
| Шахтарське      | 105              |
| Зелене          | 103              |
| Мерцалівка      | 62               |